# Preszpa-tó
A Preszpa-tó (macedónul: Преспанско Езеро, albánul: Liqeni i Prespës së Madhe, görögül: Μεγάλη Πρέσπα) a Balkán-félszigeten fekvő tó Görögország, Albánia és Észak-Macedónia hármashatárán. A tőle délre fekvő Kis-Preszpa-tótól való megkülönböztetésként néha Nagy-Preszpa-tó néven is emlegetik, bár maga a Preszpa-tó kifejezés általában erre a tóra utal. 853 méteres tengerszint feletti magasságával a Balkán legmagasabb tektonikus tavának számít. 259 km²-es vízfelületéből Észak-Macedóniához 176,3 km², Albániához 46,3 km², Görögországhoz pedig 35,4 km² tartozik. Több szigettel rendelkezik. 
A 10. században a cár erődöt és templomot építtetett a tó egyik szigetén, határolva Görögországot. A tó görög része évekig lakott volt. A görög polgárháború alatt nagy népmozgásra került sor. A régió alacsonyan fejlett maradt az 1970-es évekig, amikor is turisztikai célpontként kezdték hirdetni. 2000-ben nemzeti parkká nyilvánították a területet. 1999-ben a Preszpa-tó Védelméért Társaság díjjal lett kitüntetve erőfeszítéseikért.
Tizenegy endemikus halfajt írtak le a Preszpa-tóból.

## Földrajza
A Nagy-Preszpa-tó teljes területe 259 km². Legnagyobb része, 176,3 km²  Észak-Macedóniához, 46,3 km² Albániához, 36,4 km² pedig Görögországhoz tartozik. A legnagyobb észak-déli kiterjedés 34 kilométer, kelet-nyugati irányban akár 10 kilométer is lehet. Mélysége eléri az 54 métert, így egyike Görögország mindössze három olyan tavának, amelynek vízmélysége meghaladja az 50 métert. A víz átlaghőmérséklete 16 °C, a legmagasabb 22 °C. A tőle északnyugatra fekvő Ohridi-tótól a Galicsica hegység, míg keletről a Crna Reka völgyétől a Baba-hegység választja el. A tektonikus árokban kialakult két tó Európa és a világ legidősebbjei közé tartozik, koruk meghaladja az egymillió évet. Jelentősen eltér azonban a mélységük: a Preszpa-tó igen sekély, átlagos mélysége mindössze 14 méter, míg az Ohridi-tóé több mint tízszer annyi, 154 méter.
A délre fekvő Kis-Preszpa-tó teljes területe 46,8 km², amelynek túlnyomó része Görögországhoz tartozik, és mindössze a legnyugatibb csücske (4,3 km² ) található Albániában, bár a feltöltődés miatt az ottani vízfelület folyamatosan csökken. A két tavat egy 4 kilométer hosszú és 1500 méter széles, alluviális eredetű földszoros választja el egymástól a görög területen, amelyen a Pszaradész települést összekötő út halad át. A földnyelv nyugati oldalán a legkeskenyebb, az 500 méter széles földhidat átvágva a tavakat egy zsilippel szabályozható rövid csatorna köti össze.
A 853 méteren ( vízszintsüllyedés miatt más mérések szerint 849 méteren) fekvő Prszpából származik a 693 méteres tengerszint feletti magasságban fekvő Ohridi-tó vízutánpótlásának mintegy 20%-a, a víz a karsztos mészkőben kialakult, felszín alatti csatornákon, járatokon keresztül szivárog át oda, ahonnan a Fekete-Drin, majd a Drin vezeti le az Adriai-tengerbe.
Az elmúlt évtizedekben a Preszpa-tó területe és vízmennyisége egyaránt jelentősen csökkent. A felszíne 1984 és 2020 között 7%-kal csökkent, ezzel szemben a vízmennyisége 50%-kal zuhant, ezt döntően a mezőgazdaság vízigénye és a globális felmelegedés okozta csapadékmennyiség-csökkenés okozta.

## Történelme
Az ókorban a Preszpa-régió Lünkésztisz részét képezte, és a tavakat Kis- és Nagy- Brüggeisznek nevezték. A 10. században az első bolgár birodalomhoz tartozott a terület, annak egyik legjelentősebb központját alkotva. Sámuel cár a Kis-Preszpa-tóban, a határ görög oldalán lévő Ágiosz Achilliosz nevű szigeten építtette a Szent Achilleus-erődöt és templomot. A sziget egy rövid ideig a birodalom fővárosaként is szolgált. A Nagy Preszpa-tó legnagyobb szigetét Észak-Macedónián belül Golem Gradnak („Nagyváros”), illetve Kígyó-szigetnek (Zmiski Ostrov) nevezik. A másik sziget, az Albániához tartozó a Mal Grad („Kisváros”) egy Szent Péter tiszteletére szentelt 14. századi romos kolostor helyszíne. Ma mindkét sziget lakatlan.
A Preszpa-tavak görög része sok éven át egy alulnépesített, katonai szempontból érzékeny terület volt, amelyet kívülállóknak külön engedélyt kellett kérniük a látogatáshoz. A görög polgárháború idején heves harcok dúltak, és a helyi lakosság nagy része később kivándorolt, hogy elmeneküljön a végzetes szegénység és a politikai viszályok elől. 1948 februárjában, a polgárháború közepén Nikosz Zachariadisz, Görögország Kommunista Pártjának főtitkára ezen a szigeten vette feleségül a már régóta vele élő szeretőjét, Roula Koukoulut, egy nagy nyilvánosságot kapott szertartás keretében.
Az 1970-es években az albániai kommunista rezsim a Kis-Preszpát tápláló Devoll folyót elterelte, hogy a Korça környéki mezőgazdasági területeket öntözze, ami hozzájárult ahhoz, hogy a tó ottani felszíne 450 hektárról 2024-re legfeljebb 20 hektárra csökkenjen, és az elveszett terület vagy kiszáradt, vagy mocsárrá alakult. A Nagy-Preszpa területe 1984 és 2020 között szintén hét százalékkal, térfogata pedig a felével csökkent.A régió az 1970-es évekig kevéssé fejlett maradt, amikor is turisztikai célpontként kezdték népszerűsíteni. A ritka állat- és növényvilágban bővelkedő területet 2000-ben transznacionális nemzeti parkká nyilvánították. 1999-ben a Társaság a Preszpa védelméért nevű szervezet az élőhelyek védelmére irányuló erőfeszítéseiért rámszari vizes élőhelyvédelmi díjat kapott, és végül 2013. július 3-án került be a rámszari egyezménybe.
2018-ban a Nagy-Preszpa-tó volt a helyszíne a Preszpa-megállapodás nevű nemzetközi egyezmény aláírásának, amely a Macedónia elnevezéssel kapcsolatos több évtizedes vitát hivatott megoldani a Macedón Köztársaság Észak-Macedóniára való átnevezésével. 2018. június 17-én a tó partján fekvő görög határ menti Pszaradész faluban magas szintű ünnepségen írta alá a megállapodást a két külügyminiszter, Nikola Dimitrov (Macedón Köztársaság) és Nikolaosz Kotziasz (Görögország), valamint a két miniszterelnök, Zoran Zaev és Aléxisz Cíprasz jelenlétében. Többek között részt vett az Európai Unió kül- és biztonságpolitikai főképviselője, Federica Mogherini, Johannes Hahn európai uniós bővítési biztos, illetve Matthew Nimetz ENSZ-megbízott. A ceremónia után Cíprasz és Zaev átkeltek a határon az észak-macedóniai oldalra, hogy Oteševo faluban ebédeljenek, egy rendkívül szimbolikus lépés keretében, amely az első alkalom volt, hogy egy görög miniszterelnök belépett a Macedón Köztársaságba, amióta az Jugoszlávia felbomlása során 1991-ben kikiáltotta függetlenségét.

## Élővilág és természetvédelem
A tó nagyon gazdag halakban, és számos ritka állat- és növényfaj élőhelye. A tó különösen fontos költő- és telelőhelye számos ritka madárfajnak, például a rózsás gödénynek és a borzas gödénynek, utóbbi fajnak itt található a világon a legnagyobb költő kolóniája. A csíkfélék közé tartozó endemikus Cobitis meridionalis halfaj kizárólag a Preszpa-tóban fordul elő.
A Preszpa-tavak a rámzsari egyezmény értelmében különleges védelemre érdemes vizes élőhelyek. A 27 750 hektáros Preszpa Nemzeti Parkot 1999-ben hozták létre a Nagy- és a Kis-Preszpa-tó albániai oldalán. Az észak-macedón oldalon a Peliszter Nemzeti Park és a Galicsica Nemzeti Park a tó körüli hegységek védelméért felel. 2009-ben a görög oldalon is létrejött egy nemzeti park a terület védelmének céljából.
A nemzeti park része az Ohridi-tótól a kis Preszpa-tóig terjedő, mintegy 2000 km²-es, különböző természetvédelmi területekből álló hálózatnak, amelyet a három szomszédos ország közösen hozott létre az Euronatur szervezet részvételével.

## Galéria

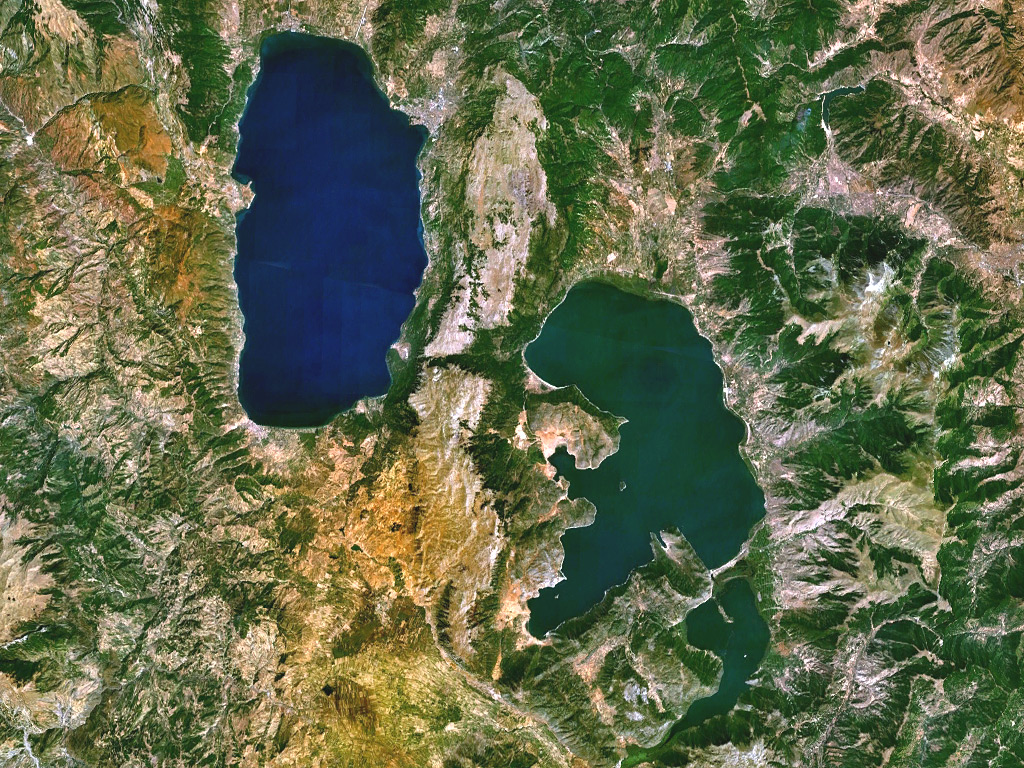
Az Ohridi- és Preszpa-tavakról készült műholdfelvétel
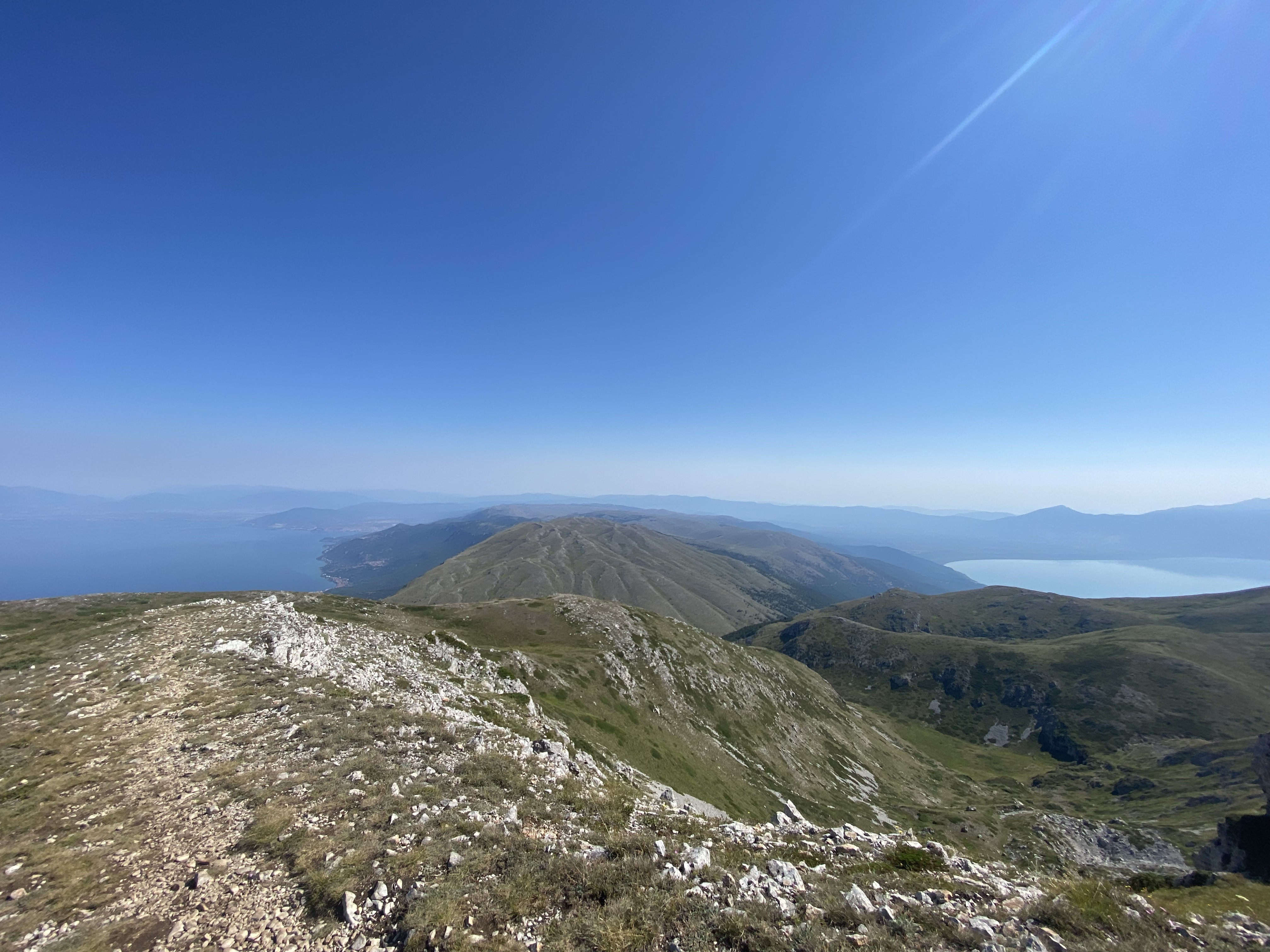
Panoráma a Galicsica csúcsáról: Balra a Preszpa-, jobbra az Ohridi-tó
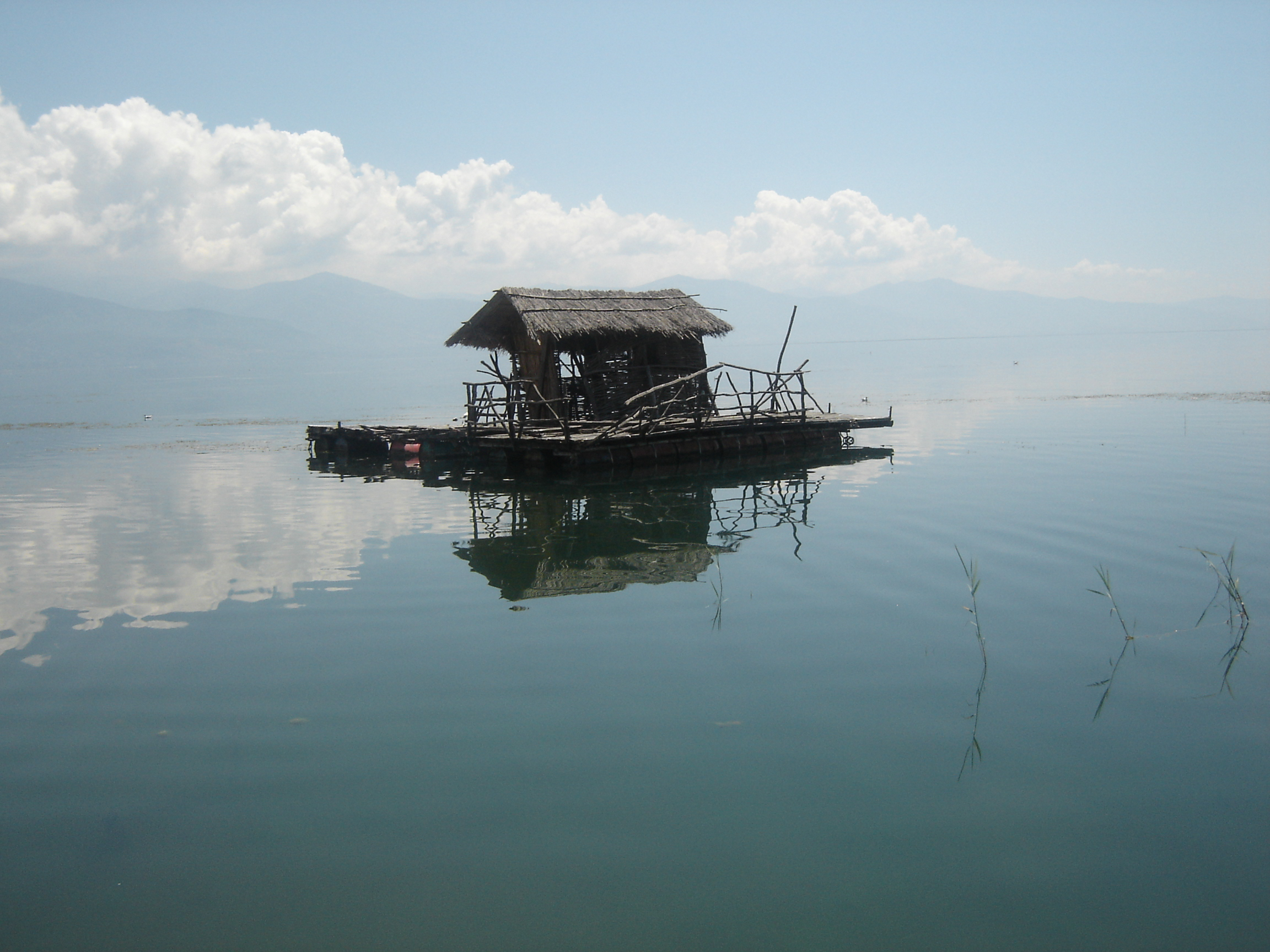
Halász Oteševóban, Észak-Macedónia
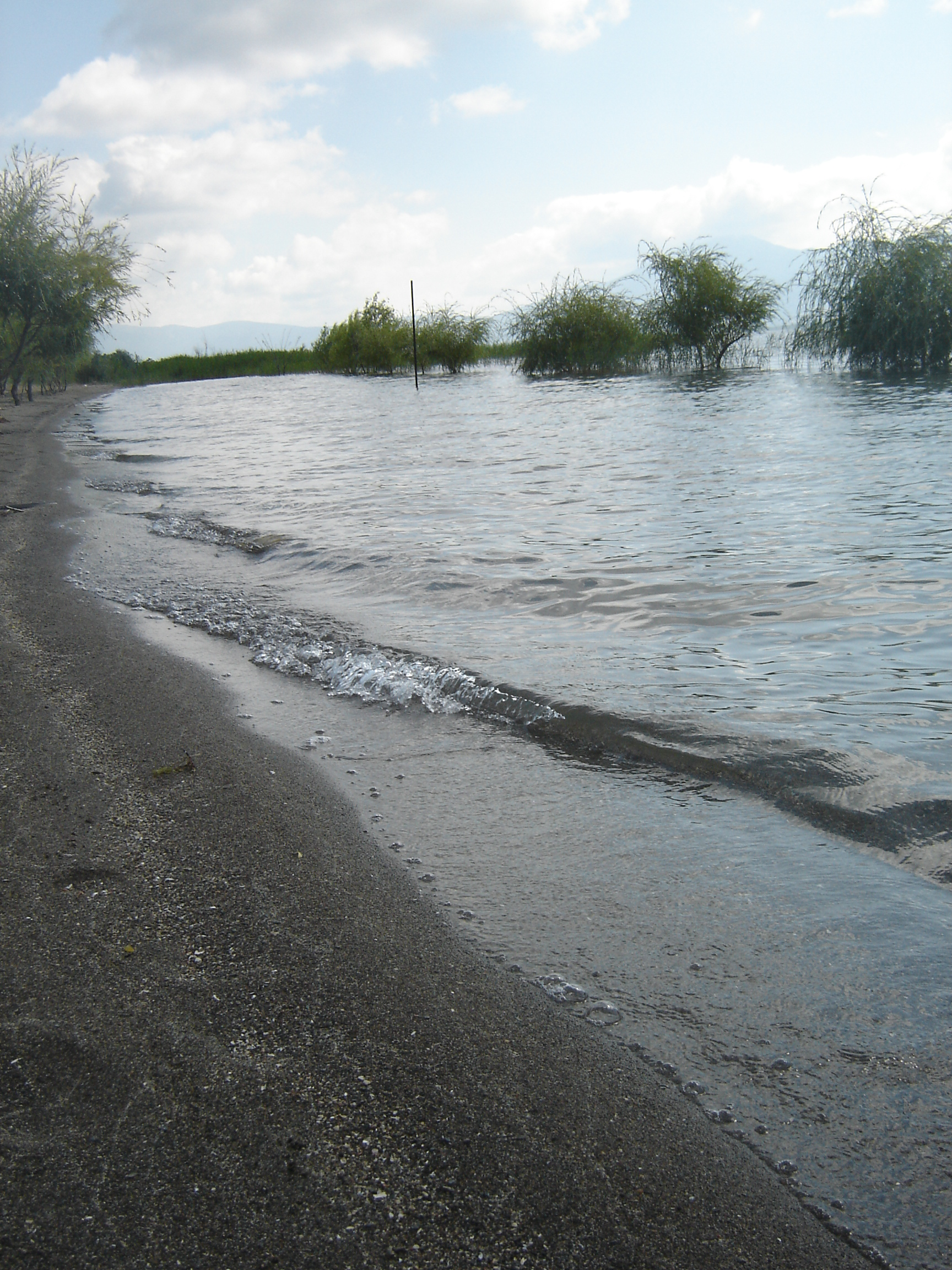
„Ribarsko Selo” tópartja Oteševoban
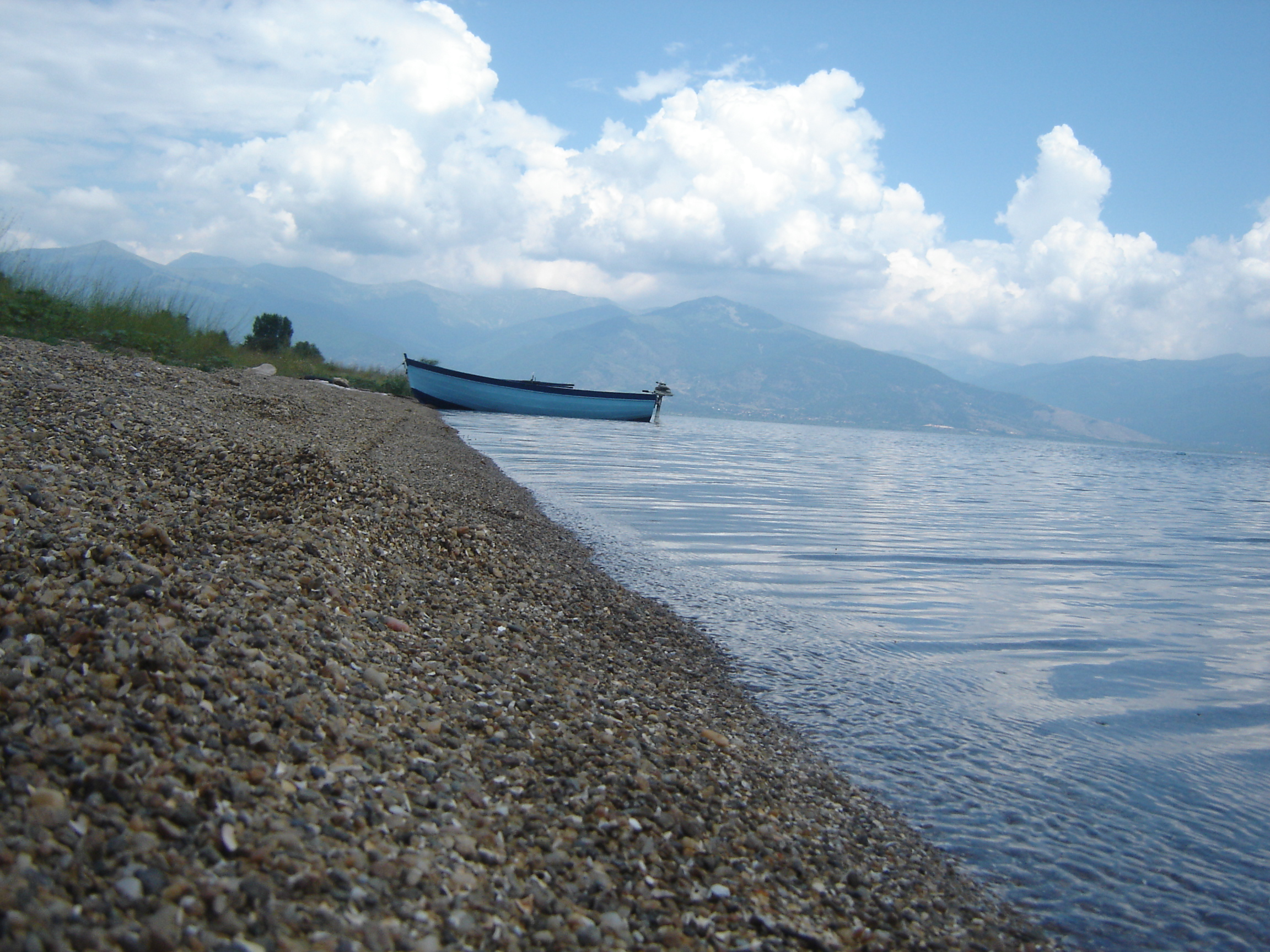
Konjsko tópartja, Észak-Macedónia
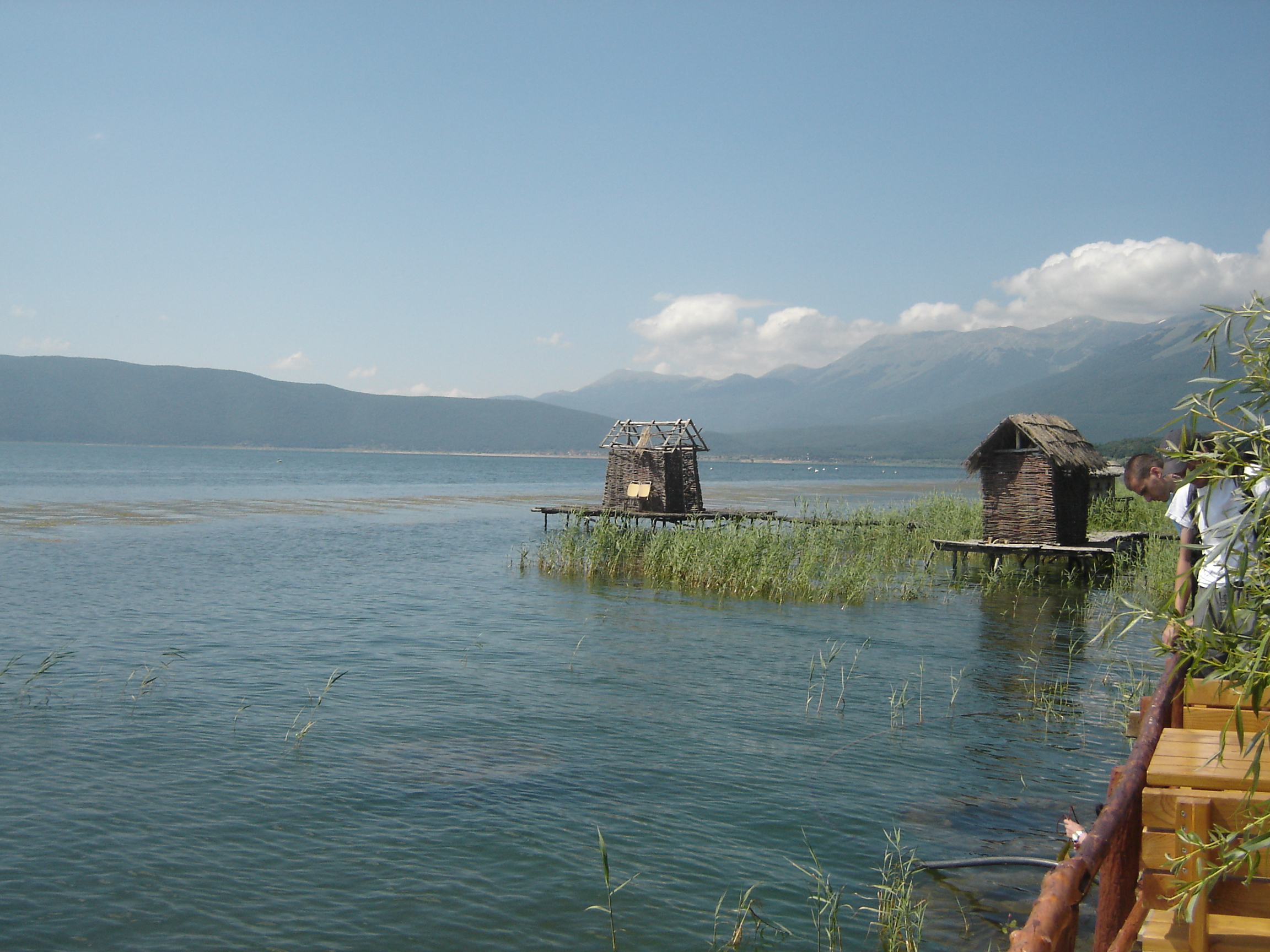
Tradicionális halászkunyhók
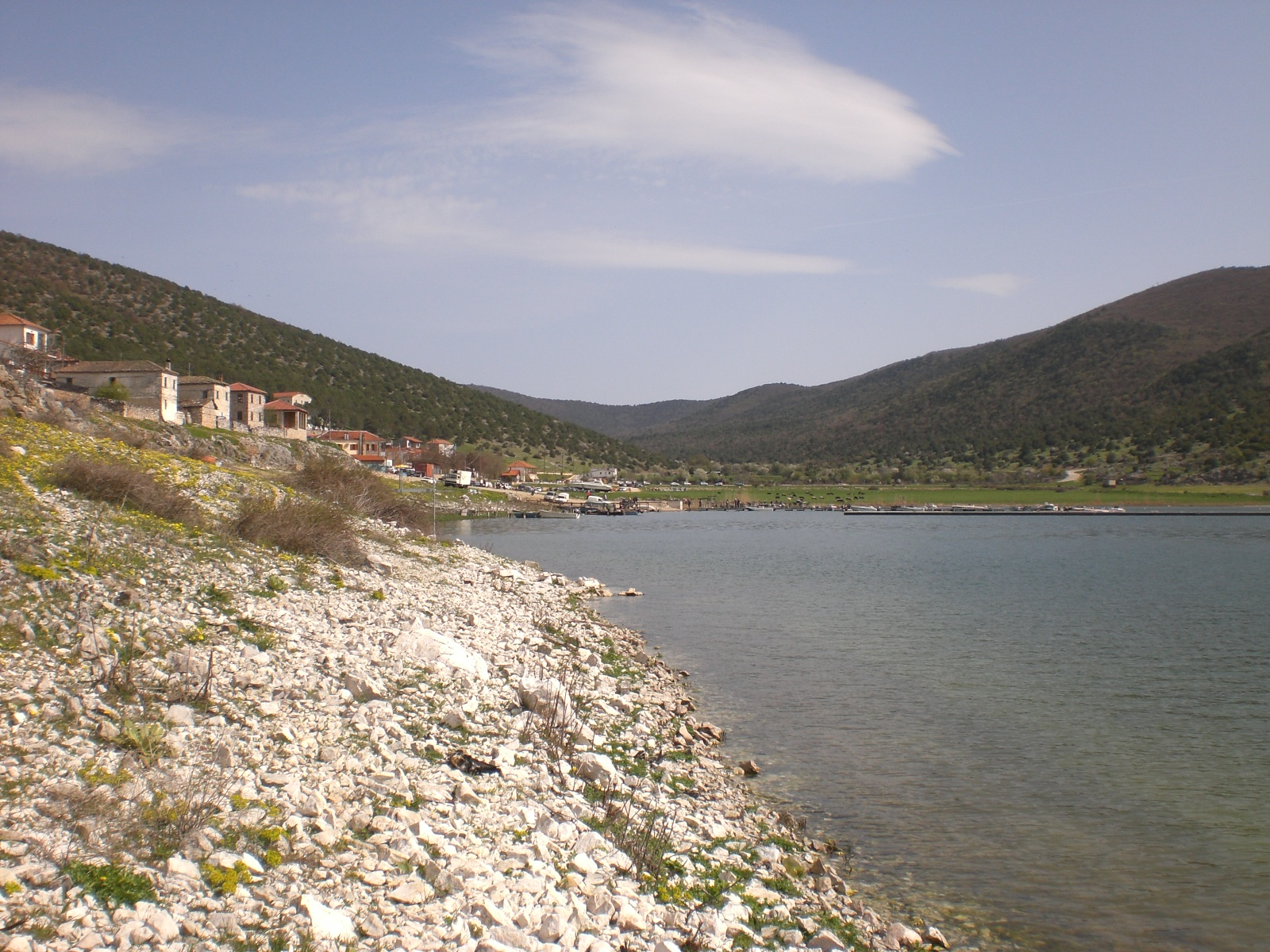
A görög oldal
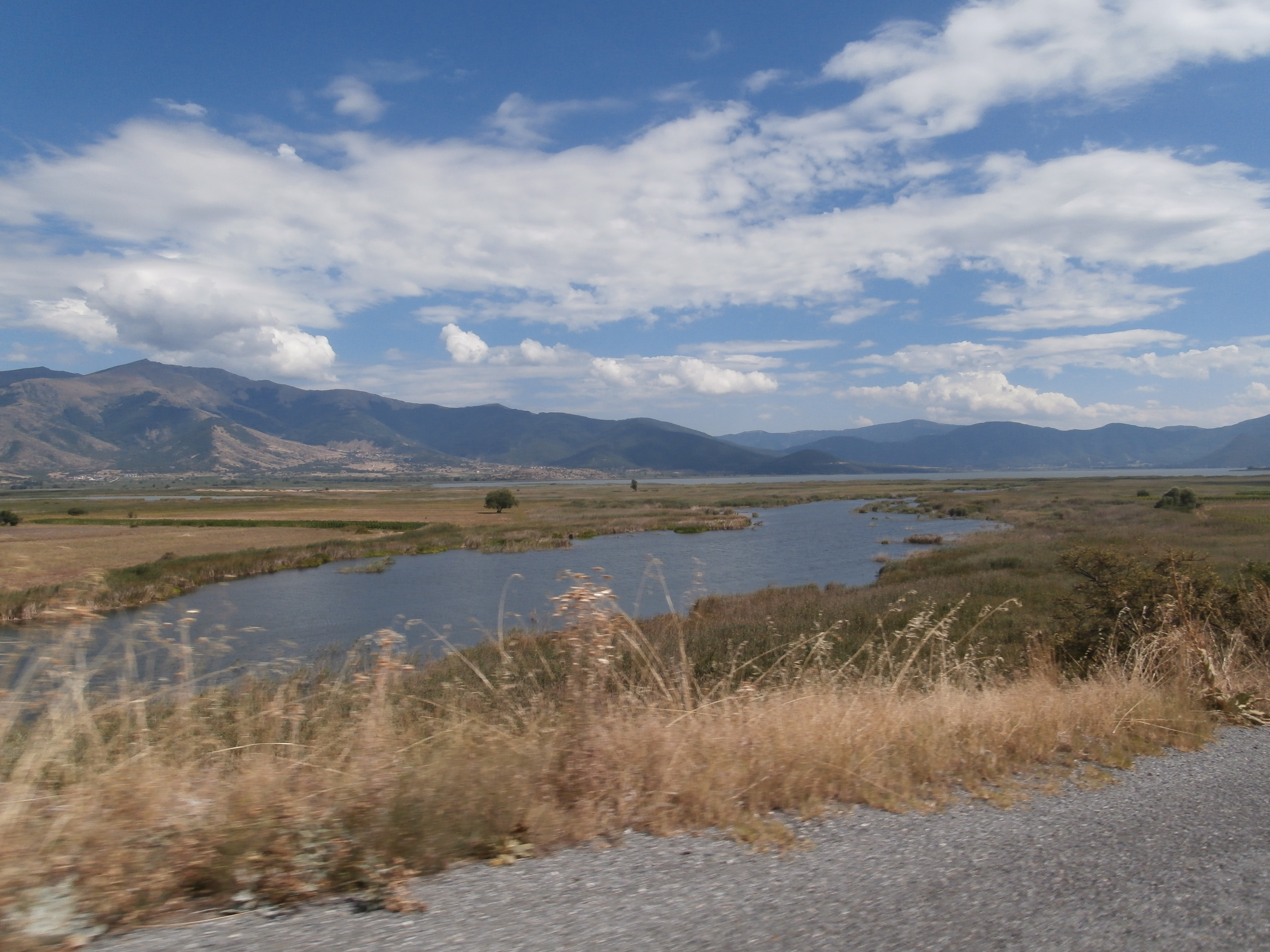
A Kis- és Nagy-Preszpa közötti csatorna
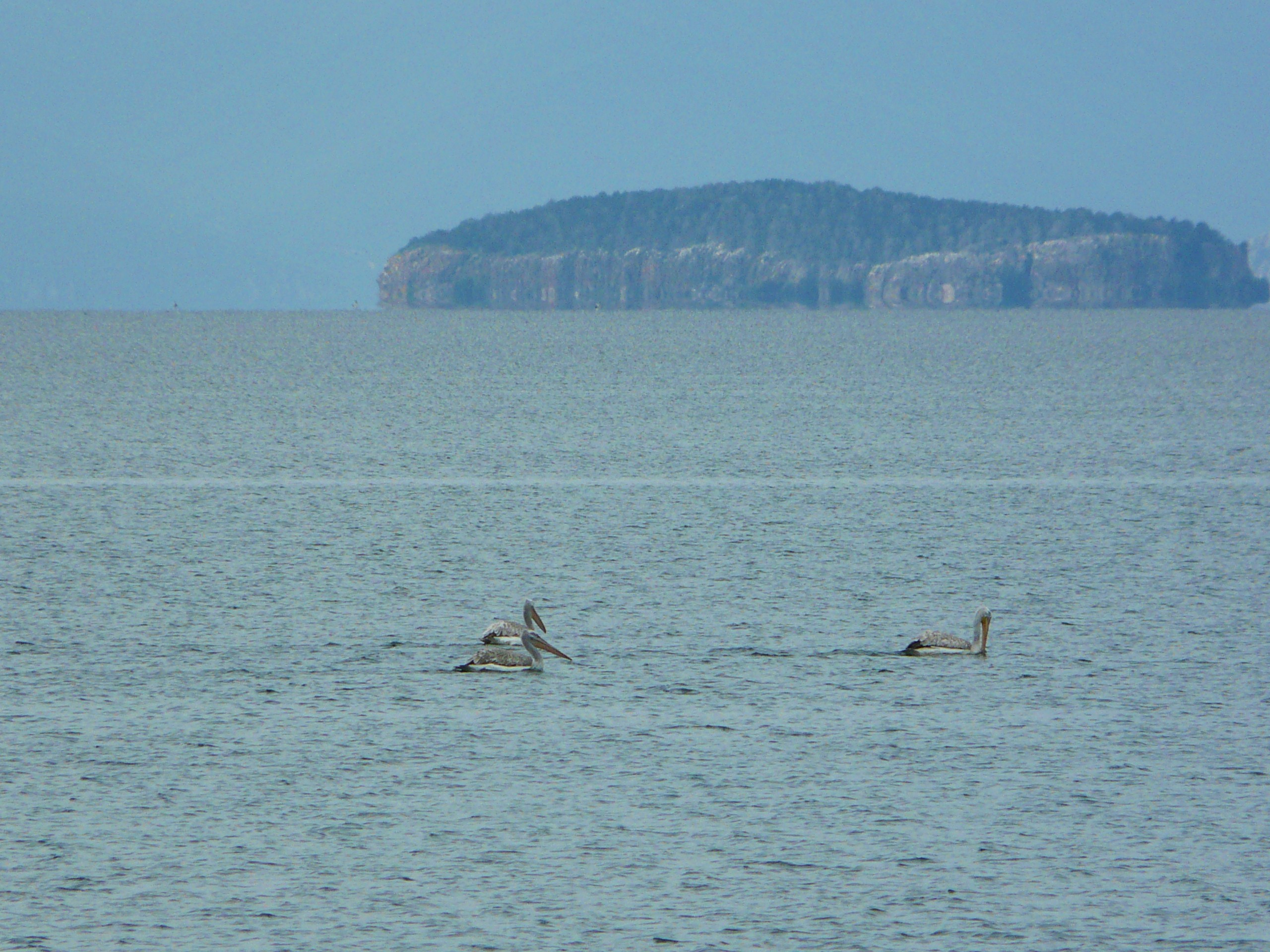
Pelikánok Golem Grad szigete előtt
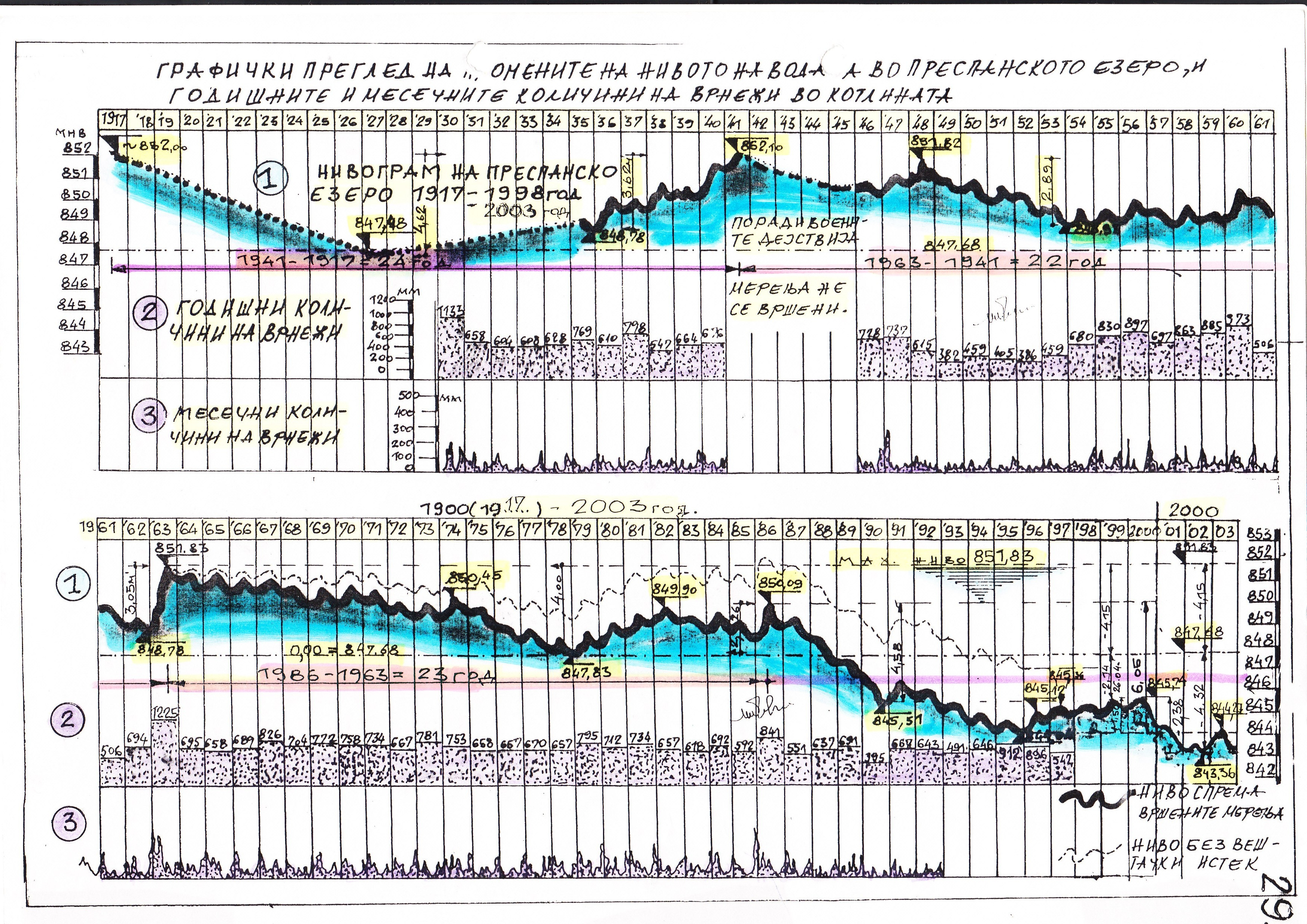
A vízszint változása 1917-2003 között

## Külső hivatkozások
- Prespa Park

## Fordítás
- Ez a szócikk részben vagy egészben  a   Prespasee című német Wikipédia-szócikk ezen változatának fordításán alapul.  Az eredeti cikk szerkesztőit annak laptörténete sorolja fel. Ez a jelzés csupán a megfogalmazás eredetét és a szerzői jogokat jelzi, nem szolgál a cikkben szereplő információk forrásmegjelöléseként.
- Ez a szócikk részben vagy egészben  a   Lake Prespa című angol Wikipédia-szócikk ezen változatának fordításán alapul.  Az eredeti cikk szerkesztőit annak laptörténete sorolja fel. Ez a jelzés csupán a megfogalmazás eredetét és a szerzői jogokat jelzi, nem szolgál a cikkben szereplő információk forrásmegjelöléseként.